# پاکستان در بازی‌های آسیایی ۱۹۷۴
پاکستان در بازی‌های آسیایی ۱۹۷۴ در تهران، ایران که از ۱ تا ۱۶ سپتامبر ۱۹۷۴ برگزار شد، شرکت کرد. این کشور با ۲ مدال طلا و ۷ مدال برنز (در مجموع ۹ مدال) در جایگاه یازدهم قرار گرفت.